# Rapport Whitaker
Le rapport Whitaker est le rapport confié en 1983 au rapporteur spécial Benjamin Whitaker par l'ONU pour faire progresser la prévention et la répression du crime de génocide. 

## Historique
À la suite de l'adoption en décembre 1948 de la Convention pour la prévention et la répression du crime de génocide, la Commission des droits de l'homme de l'ONU fut chargée d'examiner périodiquement l'avancement des ratifications de la Convention par les différents pays membres de l'ONU et de proposer de nouvelles modalités de prévention et de sanction à mettre en œuvre, après débats exploratoires au sein d'une sous commission spécialisée. 
Un de ces rapports préparatoires confié au rapporteur spécial Benjamin Whitaker et examiné à Genève lors de la séance du 29 août 1984 est encore cité aujourd'hui dans les polémiques relatives au degré de reconnaissance ou de non reconnaissance par l'ONU du caractère génocidaire de certains massacres contemporains, principalement la destruction massive des Arméniens par les Turcs. 
Les réserves qui ont accompagné ce rapport, la survenue de nouveaux génocides au Rwanda et en Yougoslavie, les dérives nouvelles constatées dans les travaux de la Commission des droits de l'homme, ont conduit à une réforme en profondeur des structures et des moyens d'actions de l'ONU en matière de génocide. 
L'ONU a accentué sa volonté de ne pas prendre parti sur les massacres antérieurs à la signature de la Convention, refusant d'examiner la demande de reconnaissance du caractère génocidaire du massacre des paysans ukrainiens entre 32-33 (Holodomor)par l'ex-Union soviétique, présentée à l'occasion du soixante-dixième anniversaire de ce drame par le gouvernement ukrainien, et renforcé la politique de répression en créant la Cour pénale internationale et de prévention permanente en créant un Haut-Commissariat des Nations unies aux droits de l'homme, HCDH.

## Le contexte du rapport Whitaker

### La Convention pour la prévention du génocide
En même temps que l'ONU a fait voté une charte universelle des droits de l'homme elle a veillé à établir une convention destinée à prévenir et sanctionner tout nouveau génocide. La ratification de la Convention par les états membres s'étala sur une très longue période. 
Aucun mécanisme de prévention ou de jugement permanents n'a été mis en place par la Convention. La répression sera le fait de tribunaux ad hoc constitués pour chaque nouvelle circonstances. Un examen périodique par la Commission des droits de l'homme paraissait momentanément la meilleure politique de prévention, étant entendu que la Convention laissait aux États le soin de mettre en œuvre la Convention. La commission des droits de l'homme était elle-même rattachée au Conseil économique et social de l'ONU, seule instance décisionnaire.

### La Sous-commission de la lutte contre les mesures discriminatoires et de la protection des minorités
Cette sous-commission avait pour objet d'évoquer tout sujet de la compétence de la Commission des droits de l'homme préalablement aux débats de la Commission principale. 
Le règlement intérieur fixait la composition de la sous commission et la méthode à employer. La composition de la sous-commission était faite de représentants des États faisant partie de l'ONU, avec la participation éventuelle aux travaux d'experts ou d'ONG. Un travail préparatoire pouvait être demandé à un rapporteur spécial, choisi selon ses compétences. Le rapporteur avait pour objectif de faire tout travail d'identification des positions des uns et des autres et de suggérer des pistes de travail. 
Une sous-commission ne pouvait pas changer le texte d'un rapport. En revanche le rapporteur pouvait modifier son texte en fonction des débats devant la sous-commission s'il le souhaitait. 
On ne vote pas sur un rapport préparatoire mais sur une résolution qui suggère à la Commission des droits de l'homme d'orienter ses travaux vers certaines conclusions, en vue d'une décision par le Conseil économique et social de l'ONU.

### Les travaux précédents de la sous-commission
La précédente séance de la sous commission sur le sujet du génocide avait examiné un rapport de Nicomède Ruhashyankiko , faisant suite elle-même à la décision du Conseil économique et social du 6 juin 1969  de demander à la sous-commission de désigner parmi ses membres un rapporteur spécial afin d'étudier les mesures à prendre en vue de rendre effective la prévention et la sanction du crime de génocide. Cette dernière a choisi M. Ruhashyanko rapporteur spécial par une résolution du 18 août 1971. 
Après avoir présenté plusieurs rapports préliminaires, ce dernier présentera son rapport final à la session de la sous commission de l'été 1978. 
La question du génocide arménien de 1915 par les Turcs traverse toute la période des travaux et le vote final, sous la pression des ONG arméniennes. Le rapport dans son paragraphe 30 indique, qu’ « on peut signaler l’existence d’une documentation assez abondante ayant trait au massacre des Arméniens qu’on a considéré comme le premier génocide du XXe siècle » mais accrédite l'idée qu'il y aurait une version arménienne et une version turque, interdisant de prendre parti sur la question du génocide. 
D'autres aspects du rapport font avancer la position de l'ONU sur le génocide, notamment l'appel à la création d'une Cour pénale internationale.

## Le rapport Whitaker
Conformément à la résolution 1983/33 du Conseil économique et social, la Sous-commission a décidé à sa trente-sixième session, de nommer M. Benjamin Whitaker Rapporteur spécial chargé de réviser dans son ensemble et de mettre à jour l'étude sur la question de la prévention et de la répression du crime de génocide .

### Le rapporteur
Benjamin "Ben" Charles George Whitaker (né à Londres le 15 septembre 1934) est un juriste et un homme politique travailliste, diplômé d'Oxford, élu en 1966 au Parlement britannique dans la circonscription de Hampstead, plusieurs fois ministres. À partir de 70 il quitte le Parlement pour animer une ONG créée par des universitaires et spécialisée dans la protection des minorités. Il assiste d'abord aux travaux de l'ONU comme observateur avant d'intégrer le collège d'experts auprès de la sous-commission pour la prévention des discriminations et la protection des minorités. Il dirige un groupe de travail et produit un premier rapport sur l'esclavage. Il se voit ensuite nommé rapporteur du rapport sur les génocides. Il présidera en 2000 le symposium consacré à Raphaël Lemkin, le fondateur du mot génocide. 

### Le contenu du rapport
Le rapport est accessible dans les archives de l'ONU . 
Le rapport souligne l'échec de l'ONU dans sa politique de prévention après les massacres commis à la fin des années 70 au Kampuchéa démocratique. 
Il plaide à nouveau pour un tribunal pénal permanent, ouvrant la voie à la constitution de la future CPI, associé à un système de justice pénale universelle portée par chaque état qui le souhaiterait, permettant de constituer un double filet de sécurité. 
Il souligne la nécessité d'un observatoire et d'une base de données des conflits à risque pour les minorités et demande qu'on étudie les conditions du passage à l'acte génocidaires, afin qu'une alerte puisse être lancée à temps. Un organe de coordination permanent devrait être créé en liaison avec la Croix-Rouge permettant une alerte en temps utile. Il veut que l'on crée un organisme comme le Comité contre la torture exclusivement spécialisé sur la prévention des génocides. Il discute la question de l'élargissement des définitions très restrictives du génocide par la Convention de 48 qui laisse échapper de nombreux massacres de masse de sa définition.
Le rapport sera contesté dans deux de ses parties : 
L'énumération d'une liste de huit génocides du XXe siècle (Massacre des juifs par Hitler et son régime mais aussi massacre des Hereros par les Allemands, des Arméniens par les Turcs, des Juifs en Ukraine en 1919, des Hutus au Burundi en 1972, des Indiens Ache, des minorités du Kampuchea par les Khmers rouges et des Bahais en Inde) remet sur le tapis la question chaude du génocide arménien, dont l'auteur était un spécialiste et avait publié par son ONG une étude concluant au génocide. 
L'extension du concept de génocide au-delà de la liste des critères de 1948 fera également l'objet de remarques bloquantes et les idées exposées, portant principalement sur l'étouffement culturel et social des minorités, ne déboucheront pas. Nous en sommes encore aujourd'hui à la définition originelle de 1948.

### La discussion du rapport
Les discussions sont connues par les "Sommaires des procès-verbaux" des Nations unies. Comme le rapport précédent les débats marquent des positions très fortement divergentes et les critiques portent pour l'essentiel sur la liste des génocides proposées et l'intérêt pour l'ONU de traiter des génocides de l'histoire, antérieurs à la Convention. Certains membres n'ont pas accepté de voir revenir la question du génocide arménien, déjà discutée lors de la session précédente avec un vote constatant qu'il existait des interprétations divergentes.
Les objections ont porté presque exclusivement sur les génocides évoqués dans le rapport et sur la nécessité de qualifier des évènements historiques antérieurs à la Convention de 48. 
Le représentant belge déclarera qu’"il n’appartenait pas au Rapporteur spécial, ni à la Sous-Commission de s’ériger eux-mêmes en historiens officiels ou en tribunaux internationaux". Le représentant de la Chine surenchérira : "Il n’était pas judicieux de rappeler les guerres et les carnages survenus dans d’autres régions, ou entre des groupes ethniques, ou à l’intérieur d’un pays particulier, conflits dont l’origine appartenait maintenant à l’histoire", comme celui du Canada : "Ce qui relève de l’histoire n’étant pas si important, nous ne devrions pas perdre de vue le sujet qui nous occupe". 
C'est le représentant de l'Union soviétique qui comme en 1948 manifesta qu'il ne fallait pas étendre la définition du génocide. Pour lui l'histoire entière ne serait qu'une série de génocides, si on s'en tenait aux définitions proposées. Il fut soutenu en ce sens par le représentant de la Commission internationale des juristes qui souligna que les définitions du rapport impliquaient que "toute guerre civile était un acte de génocide".

### La résolution
Les travaux de la sous-commission aboutirent à la Résolution 1985/9, rapportée par MM. Deschênes et Mubanga-Chipoya et votée par 14 votes pour, 1 vote contre et 4 abstentions le 28 août 1985.
Elle prend bonne note du rapport sans demander que ses conclusions soit discutées à la Commission des droits de l'homme. Les divergences sur différents points du rapport furent soulignées. La principale demande faite à la Commission était de poursuivre son action pour la ratification de la convention de 1948. 
La sous-commission "n'enterrait" pas le rapport mais entendait ne pas trancher sur des sujets qui ne pouvaient pas conduire à une convergence suffisante pour qu'on puisse prendre des décisions. Le projet devait encore murir.

### Les interprétations polémiques ou erronées
Le juriste Jean-Baptiste Racine  souligne que, faute de procès international et d’un verdict de culpabilité, le rapport Whitaker sera considéré par les mouvements arméniens en faveur de la qualification de génocide comme une reconnaissance officielle. Il précise, bien qu'il soit en faveur de la qualification génocidaire de ce massacre, qu'en fait le rapport n'aboutit pas à une reconnaissance formelle du génocide des Arméniens.
La réfutation du rapport Whitaker par les partisans de la position turque est évidemment unanime et s'appuie sur le caractère purement préparatoire de ce rapport et au fait qu'il soit resté en sous-commission sans demande d'examen de décision à l'étage au-dessus, la Commission des droits de l'homme et surtout le Conseil économique et social seul décisionnaire. 
D'une façon générale la liste des massacres qualifiés de génocide dans le rapport Whitaker ne peut pas être considérée comme la référence des génocides reconnus par l'ONU. 
Les estimations plus ou moins fantaisistes reprises dans les médias (souvent entre 1 et 5) du nombre de génocides « reconnus » sont de ce fait très contestables. À s'en tenir au rapport Whitaker on en compterait déjà 7, auxquels devraient s'ajouter tous ceux qui font l'objet depuis d'une action de l'ONU : on aboutirait aujourd'hui à un chiffre supérieur à 12. 
A fortiori il n'est pas de bonne foi d'indiquer qu'un massacre non cité dans le rapport Whitaker a fait l'objet d'une décision explicite de non reconnaissance comme génocide par les instances décisionnaires de l'ONU. 
Les seuls génocides « reconnus par l'ONU » ou ses dépendances sont ceux qui ont fait l'objet d'une poursuite pénale sous l'égide de l'organisation des Nations unies depuis la prise d'effet de la convention de 1948, en 1951, ou qui ont été jugés par des instances pénales nationales se rapportant explicitement au texte et critères de la convention de l'ONU, sachant que ce sont les États membres qui sont en priorité chargés de sanctionner le génocide.

## Évolution de l'action et des structures de l'ONU depuis le rapport Whitaker
Les remous autour du rapport Whitaker qui avait bien montré que la politique de prévention était inefficace, furent amplifiés les années suivantes par la survenue de nouveaux génocides au Rwanda et dans les pays de l'ex Yougoslavie. La sous-commission perdit beaucoup de son crédit quand elle fut instrumentalisée par des pays dont le souci des droits de l'homme n'était clairement pas la première préoccupation. 
L'ONU refusera de voter sur la qualification de génocide ou de non génocide des massacres antérieurs à 1948, comme en témoigne le refus de statuer sur la demande de l'Ukraine lors de la "révolution Orange" de voir reconnaître comme génocide le massacre par famine de millions de paysans ukrainiens, l'Holodomor. 
En revanche l'ONU durcira sa politique de prévention et de répression par trois réformes cruciales : 
La commission et la sous-commission des droits de l'homme disparurent en 2006 au profit d'un Conseil des droits de l'homme composé d'experts et non plus de représentants des pays et rattaché directement à l'Assemblée générale et non plus au Conseil économique et social. Le nouveau conseil doit produire des rapports réguliers sur la question des droits de l'homme dans tous les pays membres. 
La sanction du génocide fut confiée à la Cour pénale internationale en même temps que la compétence universelle en matière de génocide des tribunaux nationaux qui la souhaitait était reconnue internationalement. 
La mission de prévention permanente du génocide a été spécialement attribuée à un Haut-Commissariat des Nations unies aux droits de l'homme,HCDH, qui a pris des positions en flèche sur les massacres au Darfour et sur les massacres de Hutus dans la République démocratique du Congo. 
Les suggestions non conflictuelles du rapport Whitaker ont donc été mises en œuvre dans les 20 ans qui ont suivi leur discussion. À ce titre ce rapport marque une étape importante de l'action de l'ONU pour prévenir et sanctionner les génocides.